# Charles Longuet
Charles Longuet (14 de febrero de 1839, Caen - París, 5 de agosto de 1903) fue un periodista y figura prominente en el movimiento obrero francés, incluida la Comuna de París de 1871, así como un miembro Proudhonista del Consejo General de la Primera Internacional o Asociación Internacional de Hombres Trabajadores (1866-1867, 1871-1872). Se desempeñó como Secretario correspondiente para Bélgica (1866), delegado a Lausana (1867), Bruselas (1868), la Conferencia de Londres (1871) y la (1872). También fue editor de la publicación Journal Officiel.
Longuet participó en la Comuna de París de 1871 y, después de su derrota, se mudó a Inglaterra como refugiado donde conoció a Karl Marx. Longuet se casó con la hija mayor de Marx, Jenny, el 2 de octubre de 1872 en Londres (en una ceremonia civil). Juntos, tuvieron seis hijos, los primeros cinco de los cuales eran niños, el último una hija. Dos de los hijos murieron en la infancia. De los otros, Jean, periodista y Edgar, médico, se convirtieron en destacados activistas socialistas en Francia.
Longuet regresó a Francia, después de una amnistía política otorgada por el gobierno francés en julio de 1880. Aquí tomó una posición como editor de La Justice, un periódico radical diario fundado por Georges Clemenceau. Su esposa e hijos se unieron a él en febrero de 1881, y la familia se instaló en la ciudad de Argenteuil, cerca de París. Aquí Jenny murió en enero de 1883, probablemente por cáncer de vejiga. Dos meses después, su padre, Karl Marx, murió; Longuet fue uno de los oradores en su funeral.
Charles Longuet murió en París el 5 de agosto de 1903 a la edad de 64 años. Fue enterrado en el cementerio del Père Lachaise.